# Sui Baoku
Sui Baoku est un patineur de vitesse sur piste courte chinois.

## Biographie
Il participe aux épreuves de patinage de vitesse sur piste courte aux Jeux olympiques de 2006 et finit cinquième du relais.
Aux Championnats du monde de patinage de vitesse sur piste courte, il remporte en 2004 et en 2006 une médaille d'argent en relais.
Il obtient à l'Universiade d'hiver de 2011 la médaille d'or en relais et la médaille d'argent sur 1 000 mètres. 